# Štěpánov nad Svratkou
Štěpánov nad Svratkou település Csehországban, a Žďár nad Sázavou-i járásban. Štěpánov nad Svratkou Prosetín, Černovice, Ujčov, Věchnov, Bystřice nad Pernštejnem és Koroužné településekkel határos. Lakosainak száma 713 fő (2024. január 1.).

## Népesség
A település lakosságának változását az alábbi diagram mutatja:
| Lakosok száma | 1203 | 1094 | 1042 | 819  | 772  | 712  | 709  | 709  | 705  | 713  |
|               | 1869 | 1890 | 1921 | 1950 | 1980 | 2001 | 2017 | 2019 | 2022 | 2024 |